# Friedhofskapelle (Bad Gastein)

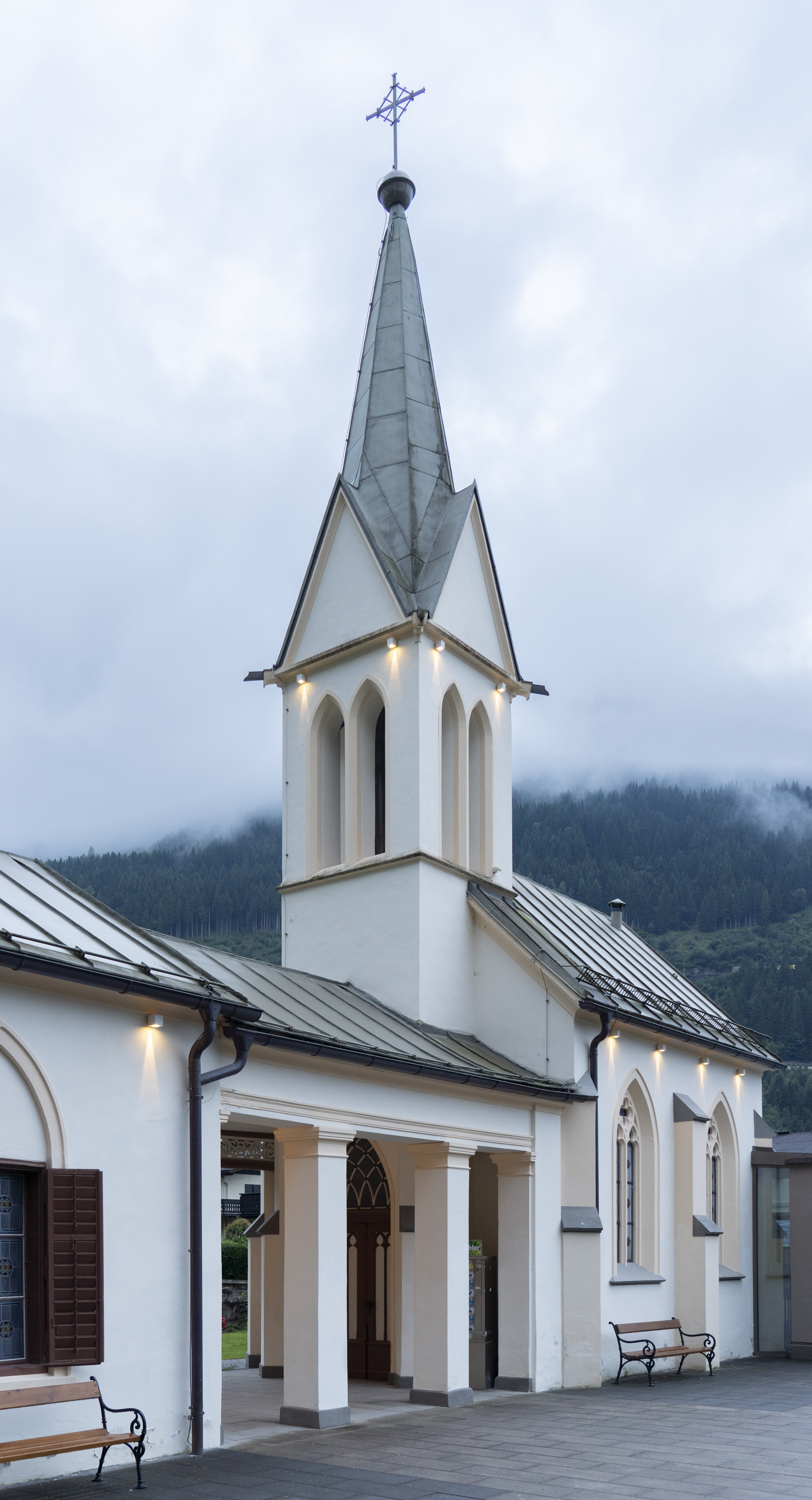
Friedhofskapelle in Bad Gastein

Die neugotische Friedhofskapelle im nördlich von Bad Gastein gelegenen Ortsteil Badbruck im Land Salzburg gehört zur katholischen Pfarrkirche Bad Gastein und steht unter Denkmalschutz (Listeneintrag).

## Lage
Die Friedhofskirche steht im Talboden etwa 130 Meter östlich der Gasteiner Ache und etwa 300 Meter oberhalb der Einmündung des Kötschachbaches.

## Geschichte
Der älteste Friedhof im Gasteinertal war der alte Friedhof Bad Hofgastein rund um die Pfarrkirche Bad Hofgastein. Nach dem 1533 erstmals erwähnten Friedhof um die Nikolauskirche (Bad Gastein), dem lutherischen Friedhof zu Felding (16. Jahrhundert), dem Friedhof Dorfgastein (1623) und dem Friedhof Böckstein (um 1800) wurde im Jahr 1891 jener in Badbruck angelegt. Dieser löste den kleinen Friedhof um die Nikolauskirche ab, der ständig an Platzmangel litt und bei dem wegen der Hanglage immer wieder teure Reparaturen durchgeführt werden mussten.

## Beschreibung

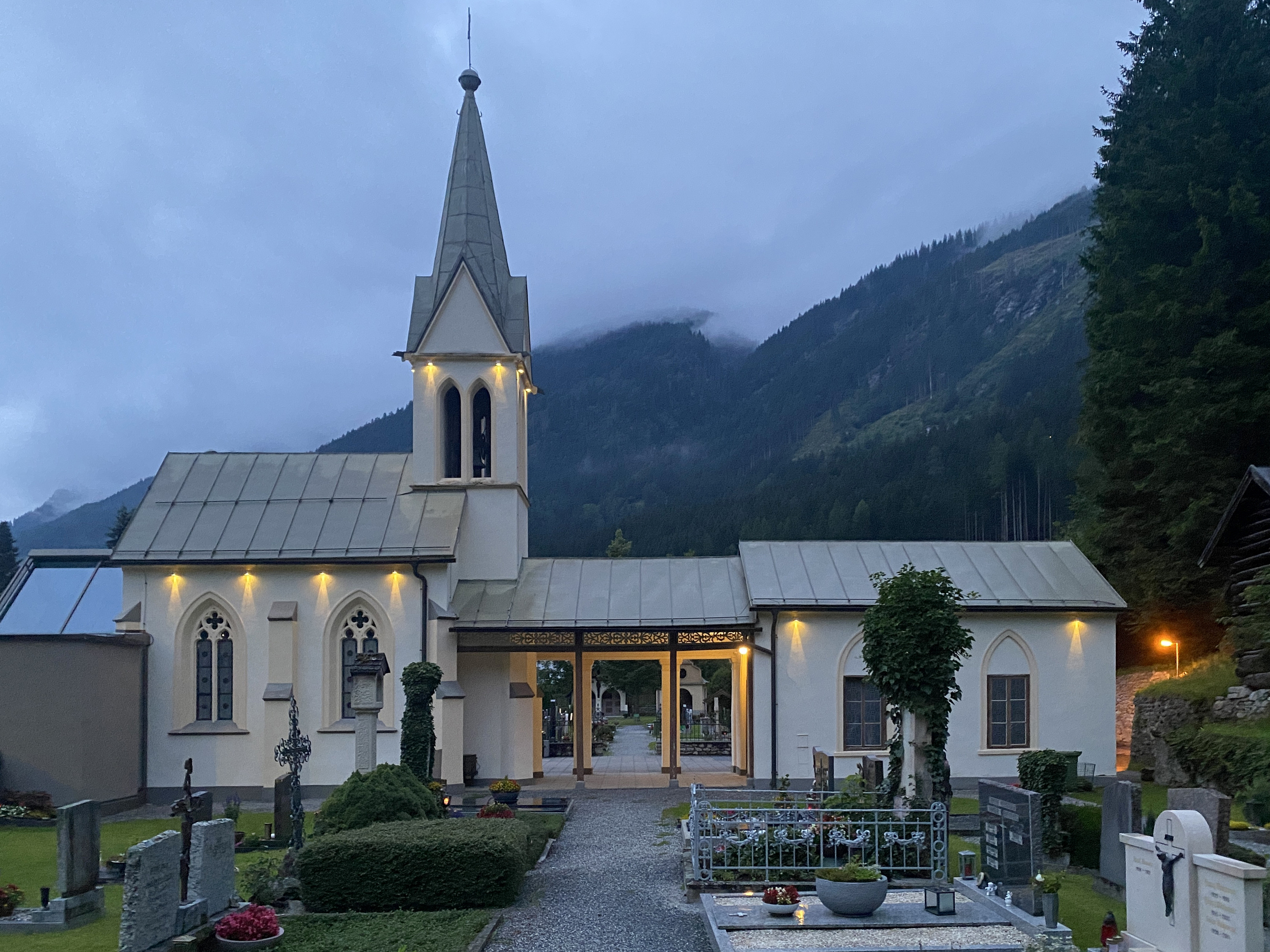
Friedhofskapelle mit Anbauten

Das zweijochige Kirchlein auf Rechteckgrundriss ist nach Westen ausgerichtet und besitzt ein Satteldach. Das Spitzbogenportal und die Fenster sind mit neugotischem Maßwerk gestaltet. Östlich ist eine Pfeilervorhalle und westlich eine eingeschoßige Sakristei angebaut. Der Turm mit Spitzhelm ist auf allen vier Seiten mit einem Dreieckgiebel und zwei spitzbogigen Schallfenstern versehen.

## Friedhof
Der Friedhof erstreckt sich nördlich und südlich der Friedhofskapelle.
Am Friedhof von Bad Gastein sind mehrere prominente Persönlichkeiten begraben:
- Albrecht Blau (1885–1945), Offizier und Autor
- Arthur Pröll (1876–1957), Flugzeugtechnik-Ingenieur
- Oskar Gerke (1866–1934), Regimentsarzt, Kurarzt und Autor
- Otto Gerke (1899–1946), Kurarzt und Autor
- Fritz Recktenwald (1876–1963), Kapellmeister und Komponist
- Thaddäus Rittner (1873–1921), Schriftsteller
- Benno Steller (1896–1984), Steinmetz
- Georg Thomalla (1915–1999), Schauspieler
- Maria Zittrauer (1913–1997), Schriftstellerin und Lyrikerin

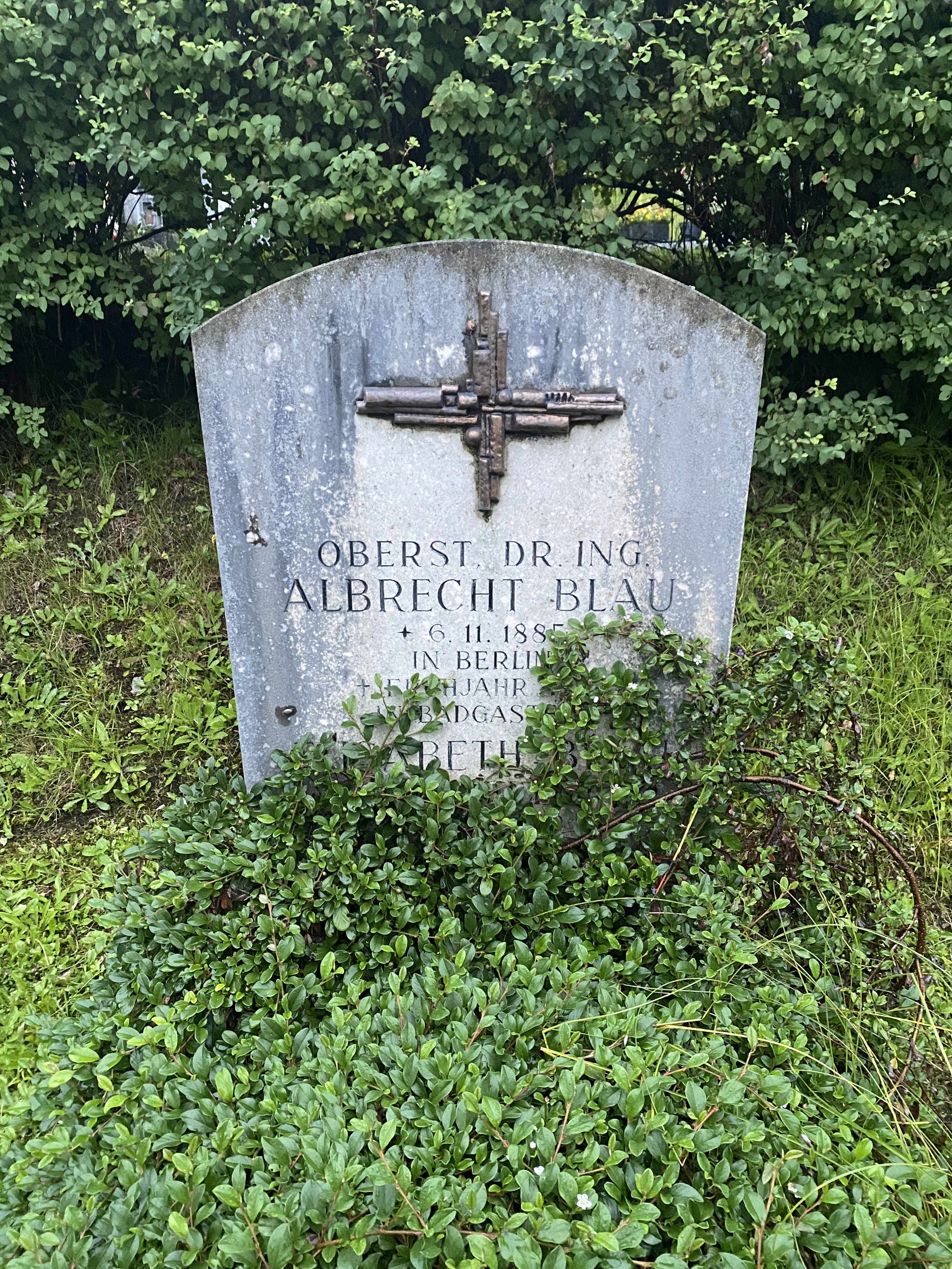
Grab von Albrecht Blau
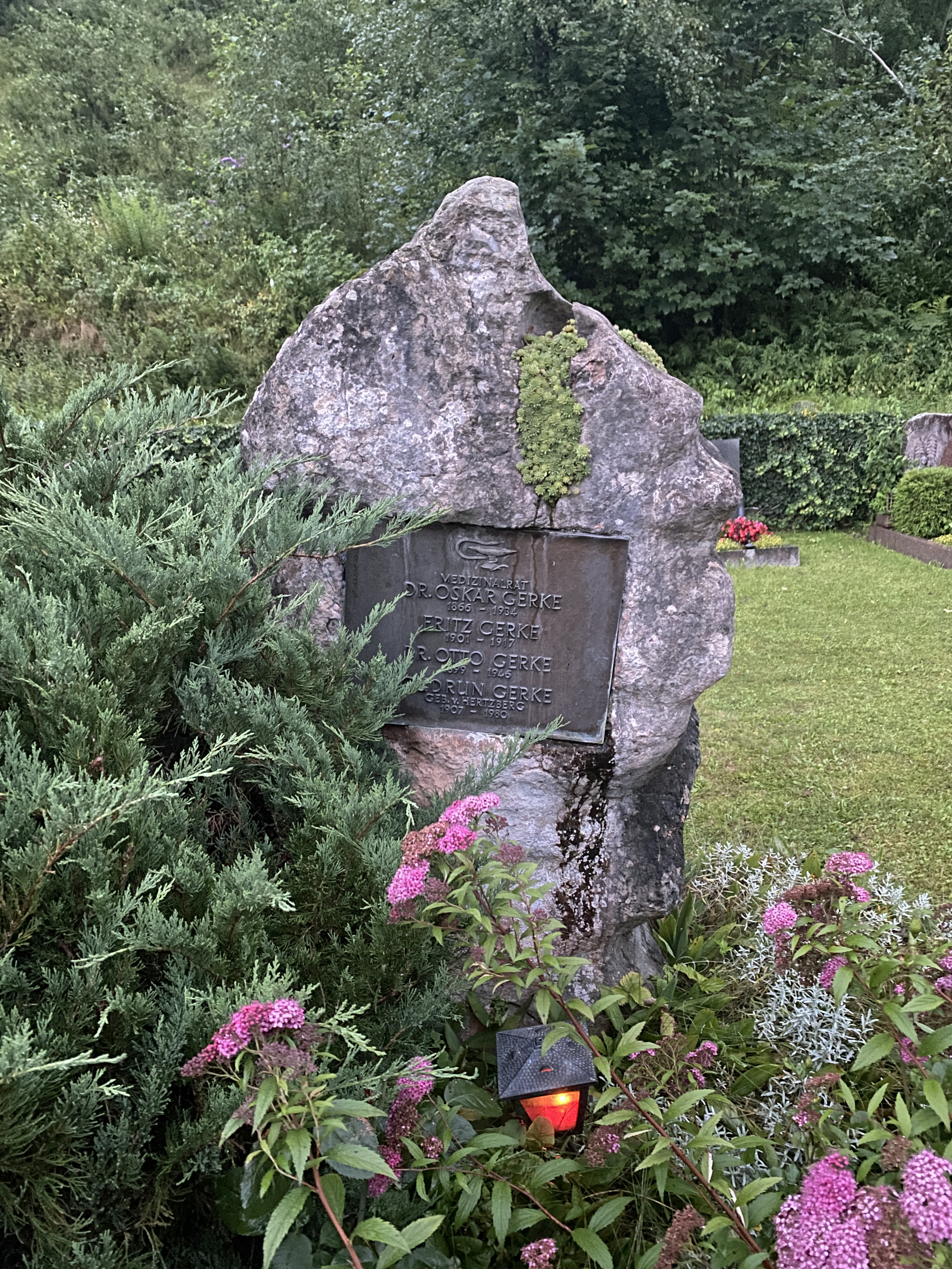
Grab von Oskar und Otto Gerke
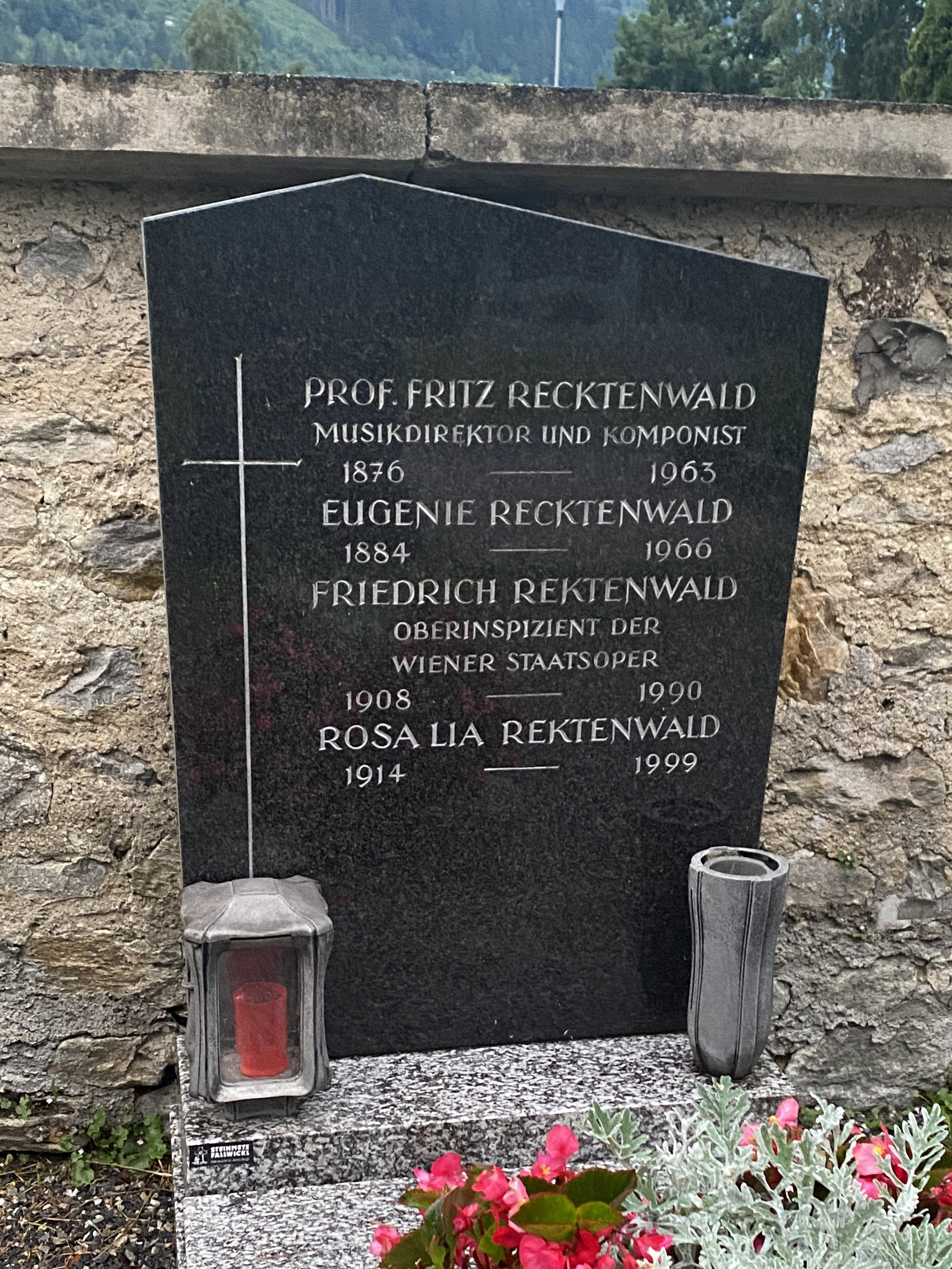
Grab von Fritz Recktenwald
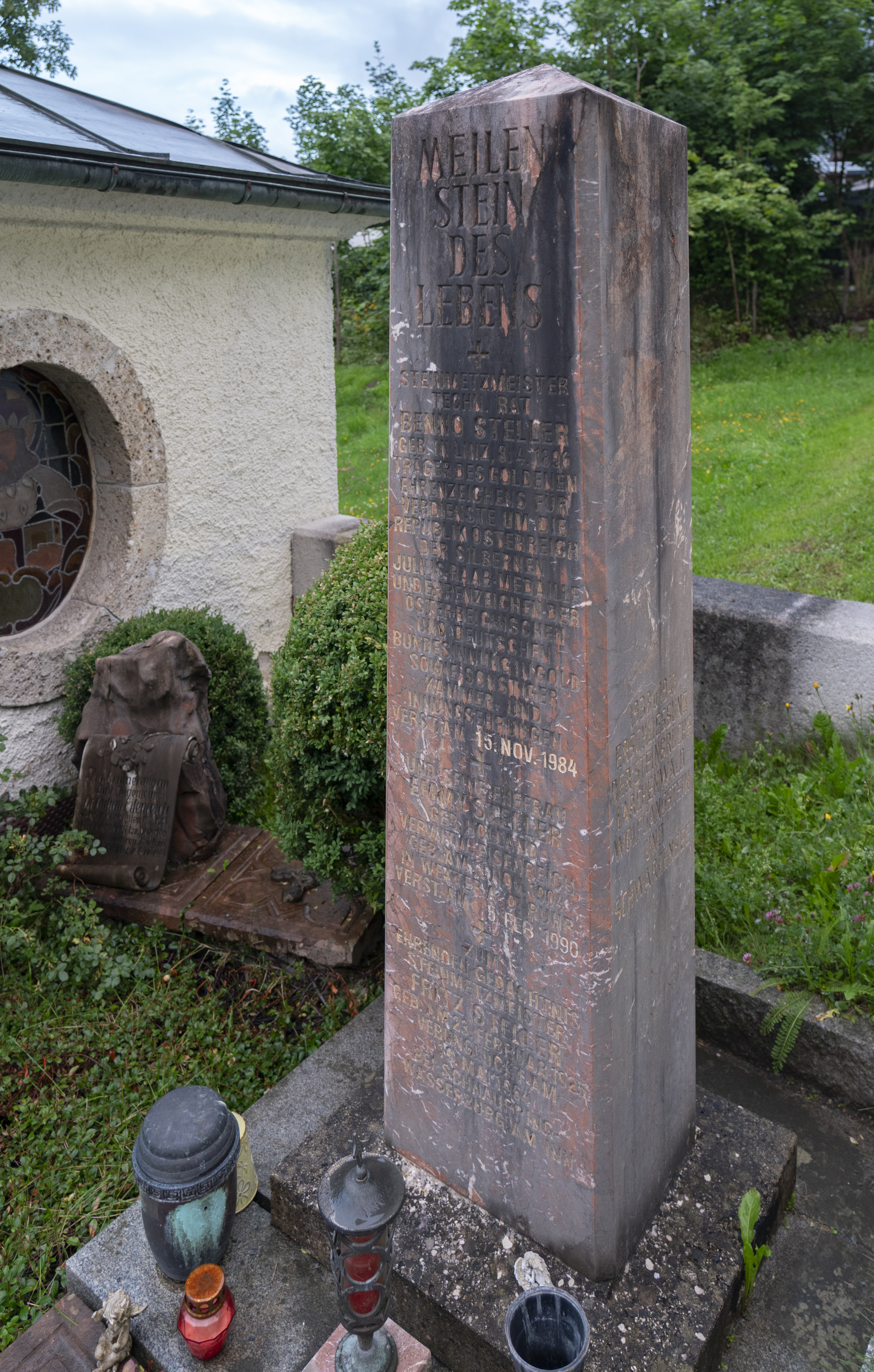
Grab von Benno Steller
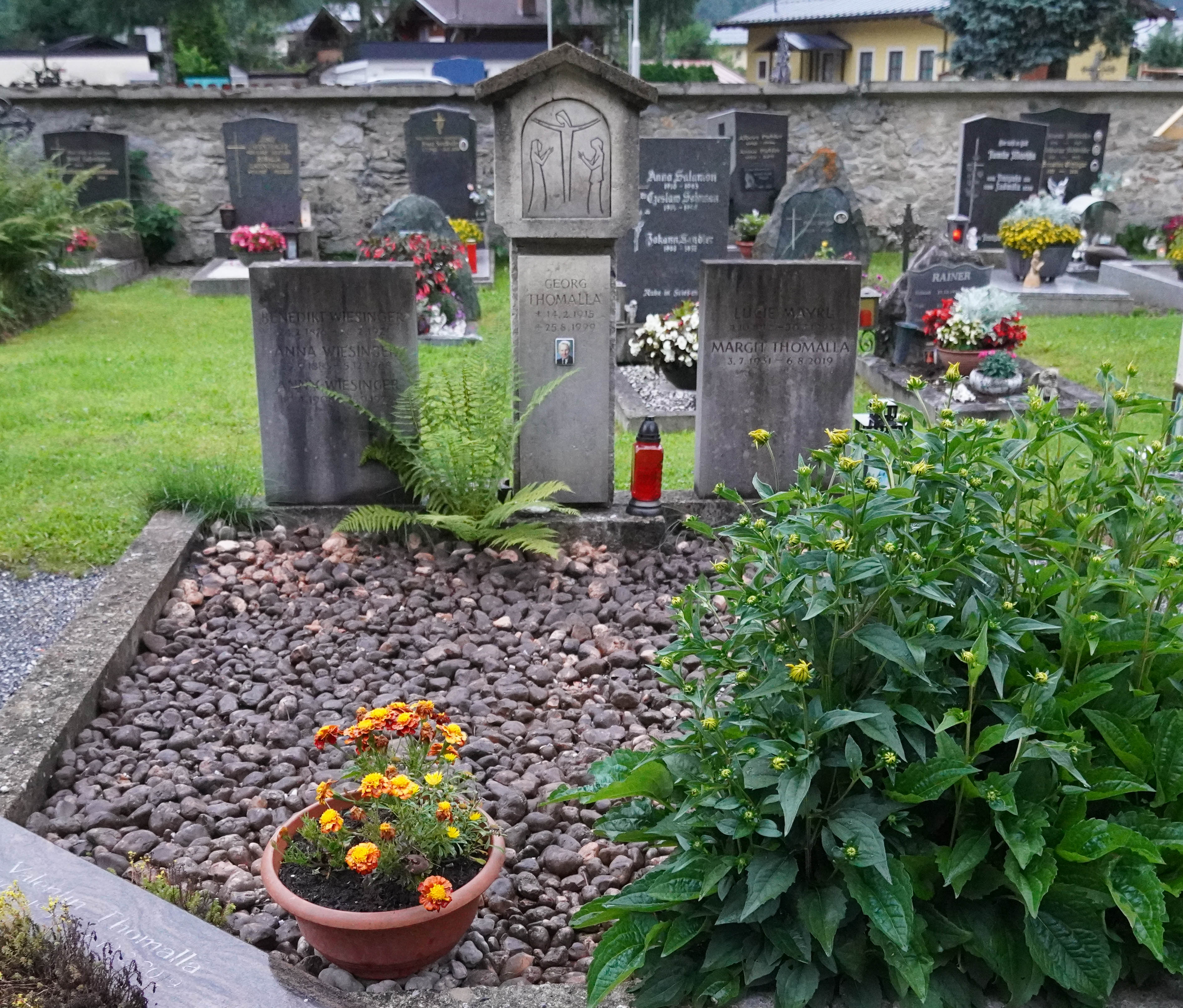
Grab von Georg Thomalla
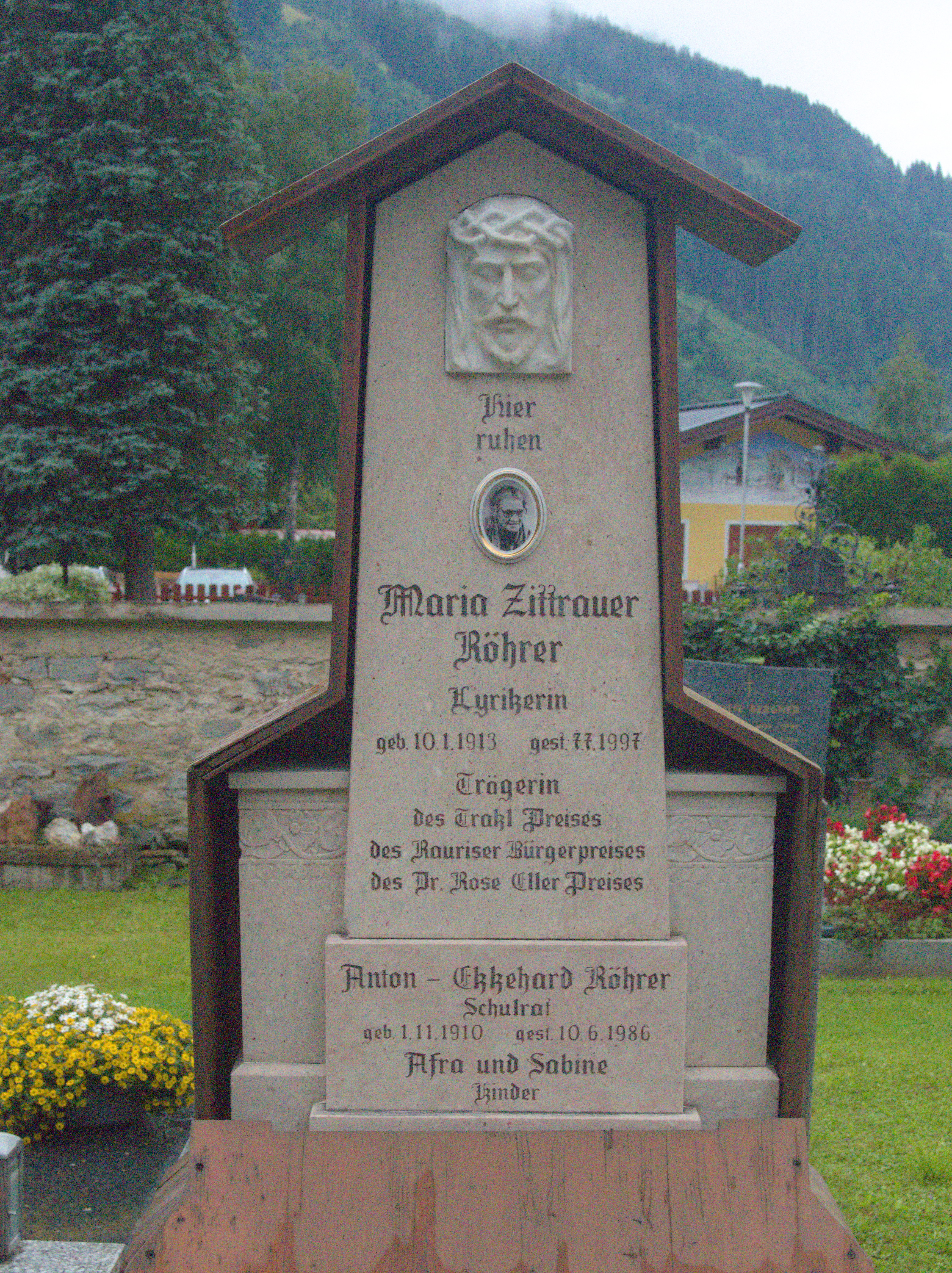
Grab von Maria Zittrauer